# قطار پول (فیلم)
قطار پول (انگلیسی: Money Train) فیلمی زوج هنری در سبک سرقت به کارگردانی جوزف روبن است که در سال ۱۹۹۵ منتشر شد. از بازیگران آن می‌توان به وسلی اسنایپس، وودی هارلسون، رابرت بلیک، جنیفر لوپز و کریس کوپر اشاره کرد.